# Караагаш (Павлодарская область)
Караагаш (каз. Қараағаш) — село в Иртышском районе Павлодарской области Казахстана. Входит в состав Северного сельского округа. Код КАТО — 554665300.

## Население
В 1999 году население села составляло 317 человек (174 мужчины и 143 женщины). По данным переписи 2009 года, в селе проживало 360 человек (209 мужчин и 151 женщина).